# Johannes-der-Täufer-Kirche (Lintorf)
Die Johannes-der-Täufer-Kirche im Bad Essener Ortsteil Lintorf ist die Kirche der Evang.-luth. Kirchengemeinde Johannes der Täufer Lintorf, die dem Kirchenkreis Bramsche der Evangelisch-lutherischen Landeskirche Hannovers angehört.

## Baugeschichte und Beschreibung
Das Langhaus der zweijochigen gotischen Saalkirche mit Kreuzrippengewölbe wurde laut einer nicht mehr vorhandenen Inschrift im Jahr 1499 erbaut. An ein rechteckiges Vorjoch schließt sich der Chor mit Fünfachtelschluss an. Auf dem Schlussstein des Fächergewölbes im Chor ist der Kopf Johannes des Täufers abgebildet. Die Fenster sind spitzbogig mit Maßwerk. Nördlich am Chor befindet sich die mit Tonnengewölbe ausgestattete Sakristei.
Der quadratische romanische Westturm stammt aus dem 12. Jahrhundert. Die oberen Turmgeschosse wurden 1756 nach einer Beschädigung durch einen Brand im Vorjahr erneuert.

## Innenausstattung
Ältestes Kunstwerk in der Kirche ist ein frühgotisches Gabelkreuz, das aus dem 14. Jahrhundert stammt und sich in der alten Kapelle im Nachbarort Wimmer befunden haben soll. Altar und Kanzel wurden im Jahr 1783 aus Holz gefertigt, auch das Taufbecken stammt aus dem 18. Jahrhundert. Die westliche Empore wurde 1589 gebaut, die anderen im 17. und 18. Jahrhundert.